# Rhyncomya coelestis
Rhyncomya coelestis är en tvåvingeart som beskrevs av Villeneuve 1921. Rhyncomya coelestis ingår i släktet Rhyncomya och familjen Rhiniidae.
Artens utbredningsområde är Uganda. Inga underarter finns listade i Catalogue of Life.